# Chiesa di Santa Maria del Pianto (Napoli)

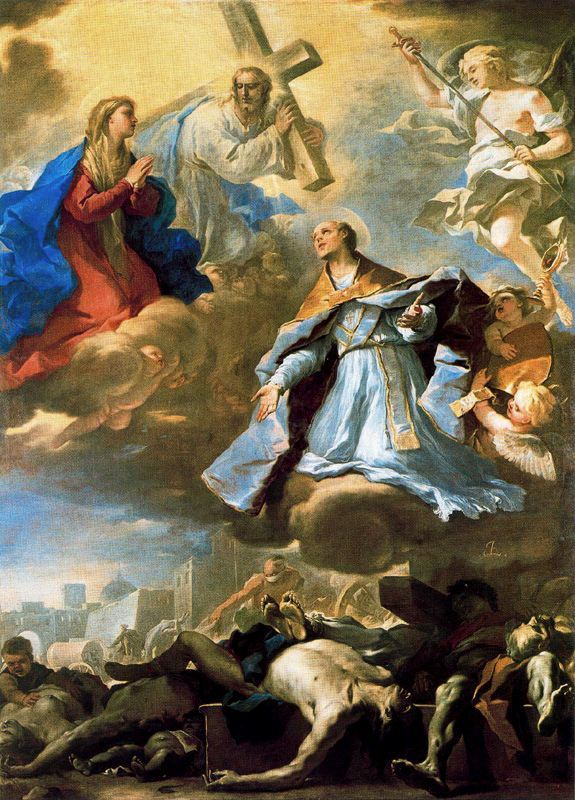
San Gennaro intercede presso la Vergine, Cristo e il Padre Eterno per la peste, Luca Giordano, oggi presente al Museo di Capodimonte

La chiesa di Santa Maria del Pianto è una delle chiese monumentali di Napoli; il suo edificio sorge nel nucleo originario del cimitero di Poggioreale, negli immediati dintorni di via vicinale di Santa Maria del Pianto.
Attualmente (anni 2010) il tempio versa in cattivo stato di conservazione. 

## Storia
Il tempio è opera del noto architetto Francesco Antonio Picchiatti, autore di numerose opere in città e nel resto del Regno di Napoli, che la realizzò nel 1657. La costruzione intendeva commemorare le vittime della epidemia di peste del 1656, che furono sepolte nella vicina Grotta degli Sportiglioni.

## Esterno
La chiesa, a croce greca, si inserisce in modo simmetrico al centro di un complesso edilizio che domina il quartiere di Poggioreale. Presenta una facciata baroccheggiante, con un avancorpo inquadrato da due coppie di pilastri che sorreggono il frontone alla sommità; al centro del prospetto si apre il portale d'accesso, sovrastato da un finestrone rettangolare. Il complesso è ingentilito da due torri campanarie speculari che si innalzano sulla copertura dell'edificio.

## Interni
All'interno, la chiesa ospitava opere di Andrea Vaccaro e di Luca Giordano che proprio in questa chiesa conquistò il soprannome di “Luca Fapresto” avendo dipinto in soli due giorni le tele della crociera. Tali opere, oggi, sono conservate presso il Museo nazionale di Capodimonte (Giordano) e nell'"Appartamento Storico" del Palazzo Reale di Napoli (Vaccaro).

## Rupe e ambienti ipogei
La chiesa si erge su un'impervia altura denominata monte Lutrecco (anche Lotrecco, Lo Trecco, o Lu Trecco), tutte deformazioni popolari e vernacolari del francese Lautrec, dal nome del Maresciallo di Francia Odet de Foix, conte di Lautrec, che vi si stabilì durante l'Assedio di Napoli del 1528 e che nella collina fu sepolto in quello stesso anno.
Di particolare interesse sono anche i sottostanti ambienti sotterranei che si sviluppano nella rupe su cui sorge la chiesa: risalenti al V secolo a.C., furono usati in epoca greca come cave di tufo per la costruzione della città. L'ambiente ipogeo è collocato a 42 metri di profondità ed è costellato da iscrizioni di incerta origine. Per l'accesso alla cava esiste uno stretto cunicolo alle falde dell'altura
Il sito ipogeo è chiuso al pubblico.